# Nurlan Qapparow

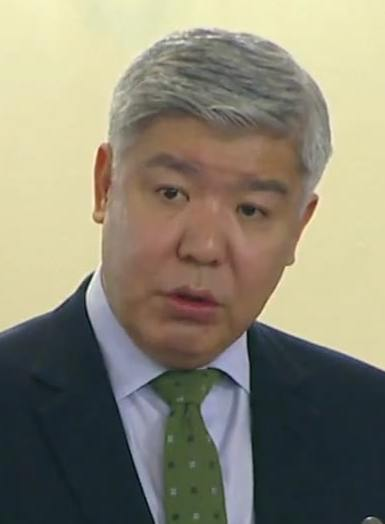
Nurlan Qapparow, 2013

Nurlan Schambyluly Qapparow (kasachisch Нұрлан Жамбылұлы Қаппаров, russisch Нурлан Джамбулович Каппаров/Nurlan Dschambulowitsch Kapparow; * 30. März 1970 in Alma-Ata, Kasachische SSR; † 26. März 2015 in Peking, Volksrepublik China) war ein kasachischer Geschäftsmann und Politiker.

## Leben
Nurlan Qapparow wurde 1970 in Alma-Ata geboren. Er studierte von 1989 bis 1991 an der Kasachischen Nationalen Universität. 1997 folgte ein weiterer Abschluss am Technologischen Institut Almaty. 2003 graduierte er an der Harvard Kennedy School mit einem Master of Public Administration.
Er begann seine berufliche Laufbahn als Gründer und Präsident der Holding Accept, die er zwischen 1991 und 1997 leitete. Die Gesellschaft umfasste 40 Firmen, die in verschiedenen Sektoren tätig waren. Im Juli 1997 wurde er Präsident des neu gegründeten staatlichen Unternehmens KazTransOil. Nach wenigen Monaten an der Spitze des Unternehmens wurde er im April 1998 Präsident der kasachischen Erdölgesellschaft Kazakhoil. Nachdem er in den vergangenen Jahren die Leitung verschiedener Unternehmen der Mineralölbranche innehatte, bekleidete er ab Oktober 1999 den Posten des stellvertretenden Ministers für Energie, Industrie und Handel und von Januar bis September 2000 den Posten des stellvertretenden Ministers für Energie und Bodenschätze.
Als Geschäftsmann und Unternehmer war Qapparow in den Vorstandsgremien zahlreicher Unternehmen. So war er von Januar bis Juli 2000 Vorsitzender des Vorstands der KEGOC und von Oktober 2003 bis September 2005 Mitglied des Board of Directors von PetroKazakhstan. Zwischen 2003 und 2007 war er außerdem Geschäftsführer der Kazinvestbank, die er selbst zusammen mit Jerbolat Dossajew und der Citigroup Venture Capital International Growth Partnership besaß.
Am 20. Januar 2012 wurde er im Kabinett von Kärim Mässimow zum Minister für Umweltschutz ernannt. Nach einem Umbau des Ministeriums war er Minister für Umweltschutz und Wasserressourcen. Qapparow war bis zum 6. August 2014 Mitglied der kasachischen Regierung. Am 7. August wurde er dann zum Vorstandsvorsitzenden von Kazatomprom ernannt.
Das Forbes Magazine schätzte sein Vermögen zuletzt auf rund 150 Millionen US-Dollar, was ihn zu einem der reichsten Menschen Kasachstans machte.
Qapparow starb am 26. März 2015 an einem Herzinfarkt während eines Besuchs in Peking.